# 神仙树站
神仙树站位于成都市武侯区中环路紫瑞大道段与神仙树南路路口，是成都地铁7号线、5号线的地下车站，于2017年12月6日启用，因老地名“神仙树”而得名。本站土建部分的施工方为中铁四局集团有限公司重庆分公司。

## 车站结构
神仙树站为5、7号线换乘地下车站，共计4层，其中地下1、3层为5号线站厅、站台层，地下2、4层为7号线站厅、站台层。两线在站厅、站台节点构成L型换乘。7号线车站呈东西走向，为地下两层双柱岛式站台车站，长177米，标准段宽22.1米，深度为21.18米，主体建筑面积11112平方米，附属建筑面积2325平方米，总建筑面积13437平方米，5号线车站为地下多跨二层13米岛式站台车站，总长281.699米，呈南北走向。

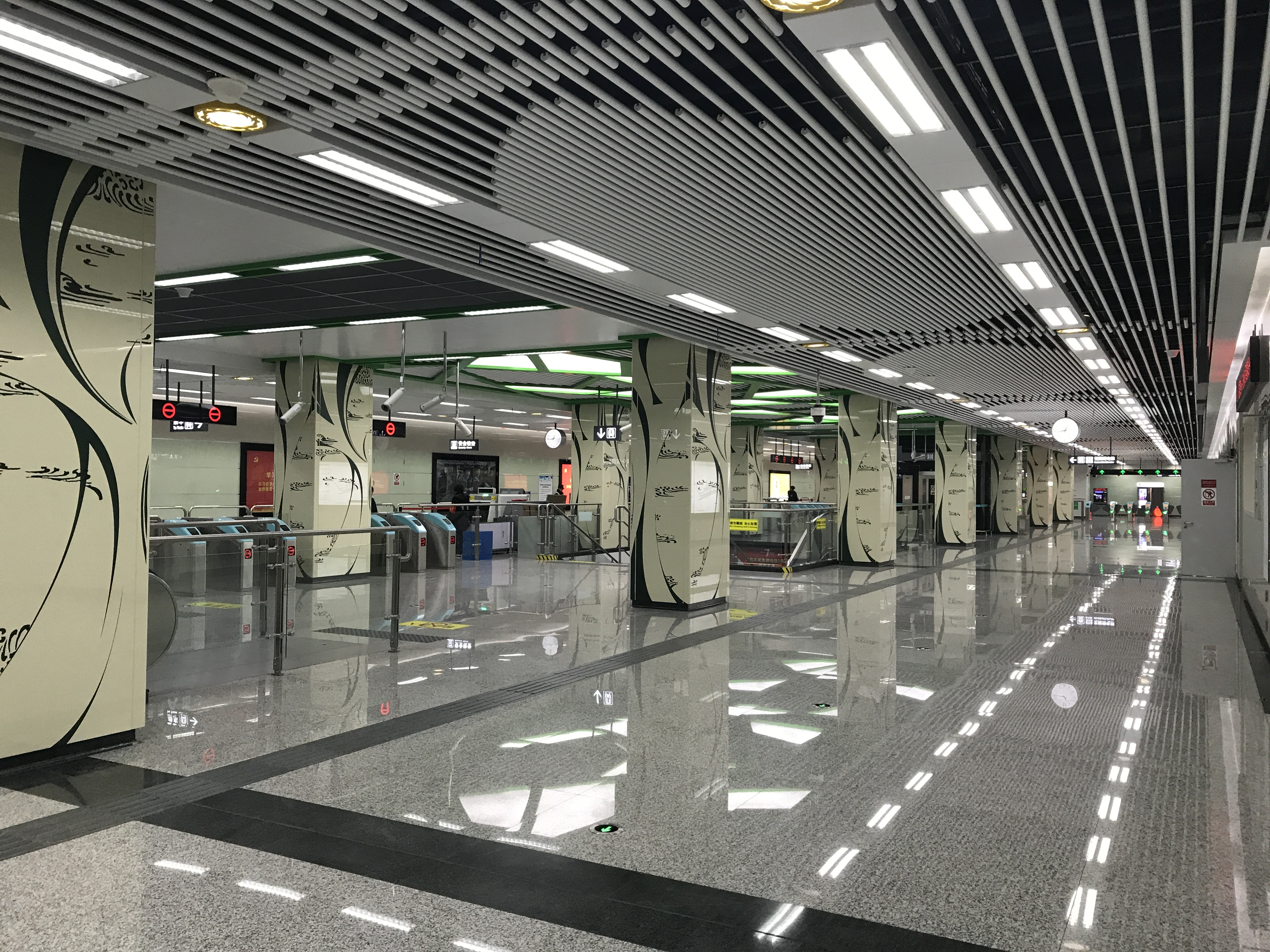
7号线站厅层
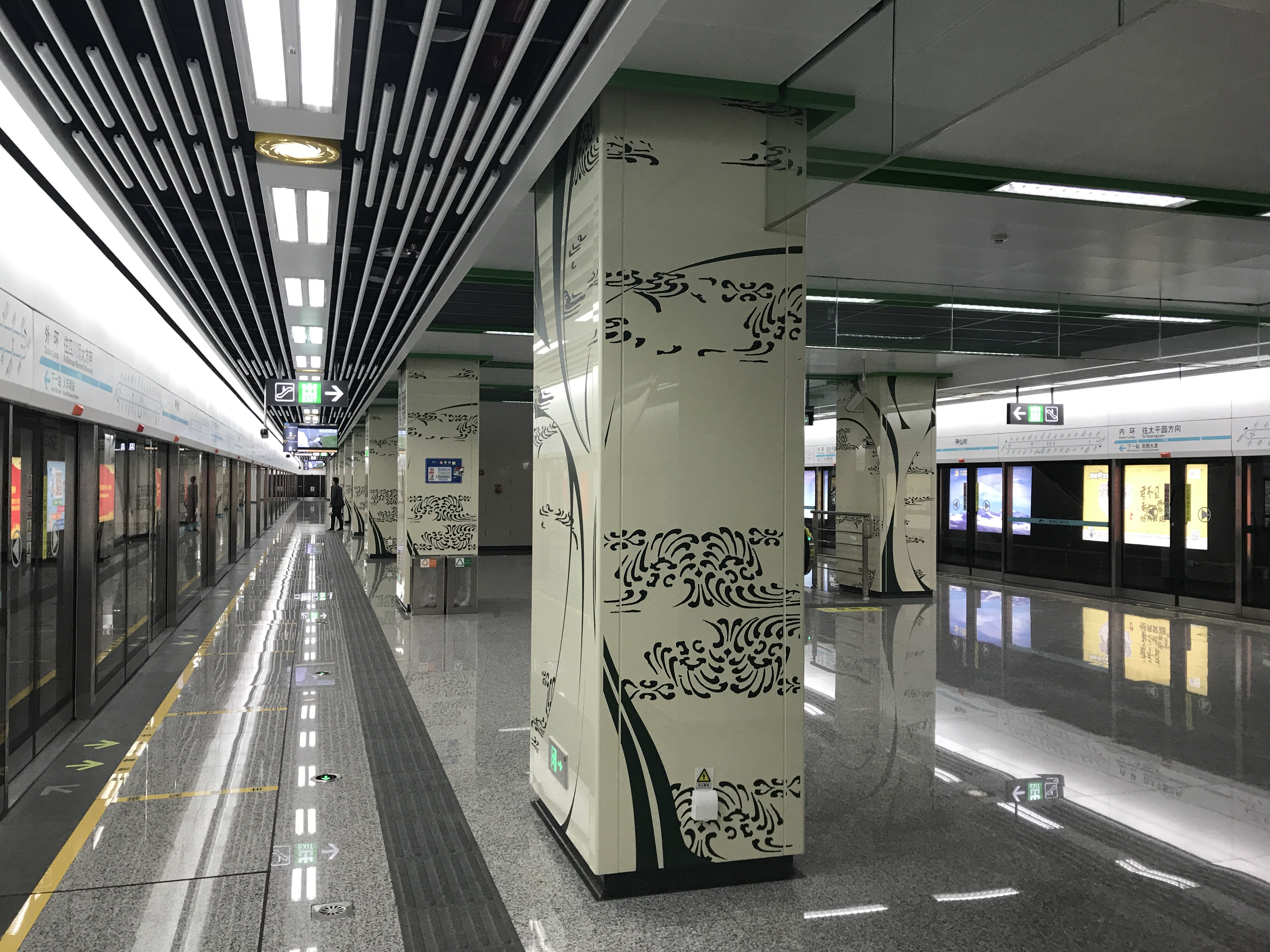
7号线站台层

|                              |  | 5号线往华桂路（九兴大道） |
| 島式 · 開左邊车门 · 往 7号线 |  |                           |
|                              |  | 5号线往回龙（石羊立交）   |

|                              |  | 7号线外环（火车南站） |
| 島式 · 開左邊车门 · 往 5号线 |  |                       |
|                              |  | 7号线内环（高朋大道） |

- 7号线站厅层
- 7号线站台层

## 内装与公共艺术
本站7号线部分为7号线5座艺术站之一。
考虑到本站周边文化及站名由来颇具神话色彩，在设计上运用抽象化元素来表现“神仙树”的底蕴与仙气。
本站5号线部分则为5号线标准站之一。车站采用5号线“中段成熟区”的黄色主基调，在立柱、吊顶等处融入芙蓉花元素。

## 出入口
本站目前共开放6个出入口。
|              |                         |                                            |      |
|              |                         |                                            |      |
| 编号         | 设施                    | 指示                                       | 照片 |
|              | 无障碍电梯              | 中环路紫瑞大道段、紫瑞北街                 |      |
| 出口 · C · 1 | 无障碍卫生间            | 中环路紫瑞大道段                           |      |
| 出口 · C · 2 | 无障碍卫生间            | 神仙树南路、中环路紫瑞大道段               |      |
| 出口 · D     | 无障碍电梯 无障碍卫生间 | 神仙树南路、中环路紫瑞大道段、神仙树公园   |      |
| 出口 · E     |                         | 神仙树南路、神仙树公园、紫薇东路、紫荆南街 |      |
| 出口 · F     |                         | 神仙树南路、紫荆西路、神仙树公园           |      |

## 公交换乘
- 地铁神仙树站
  - 普通公交：84路、272路
  - 高峰公交：G181路
  - 社区巴士：1023路
  - 夜间公交：夜间16路
- 中环神仙树站
  - 快速公交：K11路、K11A路、K13路、K16路

## 历史
- 2013年9月21日，7号线车站第一段顶板浇筑完成[8]；
- 2014年3月18日，7号线车站主体结构封顶[3]；
- 2016年10月31日，5号线车站主体结构封顶[5]；
- 2017年12月6日，7号线车站正式启用[2]。
- 2019年12月27日，5号线车站正式启用。